# Trung úy Suvorov
Trung úy Suvorov (tiếng Nga: Лейтенант Суворов) là một bộ phim truyền hình thuộc thể loại tâm lý - chiến tranh của Điện ảnh Nga. Bộ phim được công chiếu trong dịp kỷ niệm 64 năm ngày Chiến thắng phát xít Đức (9/5/1945 - 9/5/2009).

## Nội dung
Vào ngày hòa bình cuối cùng. Vừa tốt nghiệp trường sĩ quan cao cấp, Trung úy Aleksandr Vasilyevich Suvorov vô tình bước vào một cuộc chiến mà anh chưa từng biết đến để bảo vệ quê hương, khi mà hầu hết dân làng đều trở nên hoảng loạn. Nhưng chỉ đến khi hạ gục một toán lính Đức đột nhập vào làng, Alyosha và các đồng chí của mình mới hiểu rằng một cuộc chiến tranh tàn khốc đã đến. Tình yêu đôi lứa và tình yêu quê hương đã tiếp thêm sức mạnh cho những người trẻ tuổi bước vào cuộc chiến đấu chống lại quân thù...

## Diễn viên
- Aleksandr Lyapin... Trung úy Aleksandr Vasilyevich Suvorov
- Dmitry Averin... Timokha
- Igor Klyuchnikov... Perfilov
- Aleksey Kozlov
- Konstantin Panchenko... phụ bếp
- Sergey Parshin... Samokhin
- Sergey Russkin... Nikolai Petrovich (Bí thư Đảng ủy)
- Svetlana Smirnova-Martsinkrvich... Anyuta
- Sergey Kochevykh... Sĩ quan SS

## Ê-kíp
- Giám đốc sản xuất: Sergey Shcheglov (II)
- Âm nhạc: Maksim Koshevarov